# エドゥアルド・トゥビン
エドゥアルド・トゥビン（Eduard Tubin, 1905年6月18日 - 1982年11月17日）はエストニア出身の作曲家・指揮者。

## 経歴
カラステ出身。1944年にエストニアがソ連に占領されるとスウェーデンに亡命し、亡くなるまでストックホルムで活動を続けた。
指揮者としてはフィラデルフィア管弦楽団やイギリス室内管弦楽団とも共演している。同僚だった指揮者には同郷のネーメ・ヤルヴィのほか、エドゥアルド・マータ、エンリケ・バティス、アンタル・ドラティらがいる。

## 音楽について
完成した10曲の交響曲と、断片に終わった「交響曲第11番」で知られるほか、出世作となったバレエ音楽「クラット(悪鬼)」で知られる。また他に「弦楽合奏のための音楽」、2つのヴァイオリン協奏曲、バラライカ協奏曲、コントラバス協奏曲、2つのオペラ、「斃れた兵士たちへの鎮魂歌」から幅広いジャンルで作品を残した。
トゥビンは、「エストニアの動機によるシンフォニエッタ」などに見られるように、初期作品においてはエストニアの民俗音楽に影響されていた。しかしソ連によって母国が奪われ、亡命生活に入ってからは、あまり国民楽派的でなくなり、より国際的で怒りに満ちた作曲様式に切り替わった。
トゥビンの作曲様式の変化は、「交響曲 第6番」の頃に起こり、和声的により鋭角的な作風となった。「交響曲 第7番」の終楽章は、調的であるとはいえ、12音による主題を大幅に用いている。副題つきの交響曲としては、「交響曲 第2番 <伝説的>」と「交響曲 第4番 <叙情的交響曲> Sinfonia lirica 」、「交響曲 第9番 <単純な交響曲> Sinfonia semplice 」がある。
トゥビンがあまり有名とはいえないのは、このような変遷のためである。エストニアが自国最大の作曲家と訴えているにもかかわらず、生涯を通じて創作活動の大半はスウェーデンで行われており、しかも大家にふさわしい注目を集めてはこなかった。
トゥビン作品は多くが録音されており（交響曲全集に至っては、ネーメ・ヤルヴィ指揮のものとアルヴォ・ヴォルメル指揮によるものとがある）、2005年6月にはタリン市において、トゥビン生誕100周年の記念音楽祭が催され、交響曲のほか、ピアノ曲や室内楽曲の多くが演奏された。